# Lvov (Bélgorod)
|  | No s'ha de confondre amb Lviv. |

Lvov - Львов (rus) - és un poble (un khútor) de l'óblast de Bélgorod, a Rússia. El 2010 tenia 8 habitants. Pertany al districte (raion) de Prókhorovka.